# Голованов Денис Юрійович
Голованов Денис Юрійович (нар. 27 березня 1979) — колишній російський тенісист.
Найвищу одиночну позицію світового рейтингу — 152 місце досяг 10 червня 2002, парну — 104 місце — 23 вересня 2002 року.
Здобув 1 парний титул.

## Фінали турнірів ATP за кар'єру

### Парний розряд: 1 (1–0)
| Результат | W/L | Дата     | Турнір                 | Покриття | Партнер           | Суперники                   | Рахунок  |
| --------- | --- | -------- | ---------------------- | -------- | ----------------- | --------------------------- | -------- |
| Перемога  | 1–0 | Жов 2001 | Санкт-Петербург, Росія | Тверде   | Євген Кафельников | Іраклій Лабадзе Марат Сафін | 7–5, 6–4 |

## Титули на челленджерах

### Одиночний розряд: (1)
| Ранг | Рік  | Турнір                              | Покриття | Суперник      | Рахунок      |
| ---- | ---- | ----------------------------------- | -------- | ------------- | ------------ |
| 1.   | 2002 | Кінгстон-апон-Галл, Велика Британія | Килим    | Арвінд Пармар | 6–4, 3–1 RET |

### Парний розряд: (2)
| Ранг | Рік  | Турнір                | Покриття | Партнер       | Суперники                        | Рахунок       |
| ---- | ---- | --------------------- | -------- | ------------- | -------------------------------- | ------------- |
| 1.   | 2001 | Андорра               | Тверде   | Туомас Кетола | Хуліан Алонсо Хайро Веласко мол. | 6–3, 6–4      |
| 2.   | 2001 | Самарканд, Узбекистан | Ґрунт    | Вадим Куценко | Олег Огородов Дмитро Томашевич   | 6–1, 4–6, 6–4 |